# الکترا (کالیفرنیا)
الکترا (به انگلیسی: Electra) یک منطقهٔ مسکونی در ایالات متحده آمریکا است که در شهرستان آمادور، کالیفرنیا واقع شده‌است. الکترا ۲۳۰ متر بالاتر از سطح دریا واقع شده‌است.